# Thomas Hedley
Tom Hedley (Rugby, 1942 o 1943) è un editore e sceneggiatore britannico.

## Biografia
Precedentemente editore di Duckworth a Londra, è l'attuale presidente e editore dell'Hedley Media Group di New York. Come editore della rivista Esquire ha pubblicato servizi su, fra gli altri, Federico Fellini, François Truffaut, Michelangelo Antonioni e Andy Warhol. Nell'ambiente del cinema ha scritto numerose sceneggiature, tra le quali: Circle of Two di Jules Dassin, con Richard Burton e Tatum O'Neal, Mr. Patman con Kate Nelligan e James Coburn, Double Negative con Michael Sarrazin, Anthony Perkins e John Candy, Philadelphia Security con Tom Skerritt. Ma il più famoso lavoro di Hedley è Flashdance, il film musicale di successo che nel 1983 impone Jennifer Beals come star e vince un Oscar per la canzone Flashdance... What a Feeling e che recentemente è stato adattato come musical a Broadway. Hedley ha scritto sceneggiature anche per Barbra Streisand, Michael Jackson e Sean Penn.